# Merionoeda coerulea
Merionoeda coerulea là một loài bọ cánh cứng trong họ Cerambycidae.